# Formaty plików graficznych
Formaty plików graficznych można podzielić na formaty przechowujące grafikę rastrową oraz formaty przechowujące grafikę wektorową. Z kolei formaty przechowujące grafikę rastrową można podzielić na stosujące kompresję bezstratną, stosujące kompresję stratną oraz niestosujące kompresji.

## Formaty grafiki rastrowej
Używające kompresji stratnej:
- JPEG (Joint Photographic Experts Group) – najpopularniejszy format plików graficznych z kompresją stratną; używany zarówno w sieci internet (obsługiwany przez prawie wszystkie przeglądarki), jak i w aparatach cyfrowych
- JPS (JPG Stereo) – najpopularniejszy format prezentacji obrazów stereoskopowych, obrazy dla prawego i lewego oka zapisane są obok siebie
- JPEG 2000 – nowsza wersja formatu JPEG, oferująca lepszą kompresję,
- DjVu – format stworzony do przechowywania zeskanowanych dokumentów w formie elektronicznej,
- TIFF (Tagged Image File Format) – popularny format plików graficznych udostępniający wiele rodzajów kompresji (zarówno stratnej, jak i bezstratnej) oraz umożliwiający przechowywanie kanału alfa.

Używające kompresji bezstratnej:
- TIFF – patrz wyżej,
- PNG (Portable Network Graphics) – popularny format grafiki (szczególnie internetowej); obsługiwany przez większość przeglądarek WWW; obsługuje kanał alfa,
- GIF (Graphics Interchange Format) – popularny format grafiki (szczególnie internetowej); obsługiwany przez prawie wszystkie przeglądarki WWW; może przechowywać wiele obrazków w jednym pliku tworząc z nich animację; obsługuje przeźroczystość monochromatyczną (pełna przeźroczystość lub wcale),
- BMP – oferuje zapis z kompresją RLE lub bez kompresji (powszechniejszy), wykorzystywany m.in. przez program MS Paint
- FLIF – format zapisu grafiki rastrowej oferujący kompresję bezstratną, pliki w tym formacie są znacznie mniejsze w porównaniu z plikami w formatach PNG, JPEG, BPG, czy WebP, prace nad formatem nie zostały jeszcze ukończone.

Bez kompresji:
- XCF (eXperimental Computing Facility) – mapa bitowa programu GIMP; może przechowywać wiele warstw,
- XPM – format zapisu plików przy pomocy znaków ASCII,
- PSD – mapa bitowa programu Adobe Photoshop; może przechowywać wiele warstw.

## Formaty grafiki wektorowej
- SVG (Scalable Vector Graphics) – format oparty na języku XML; promowany jako standard grafiki wektorowej; umożliwia tworzenie animacji,
- CDR (Corel Draw) – format opatentowany przez firmę Corel Corporation
- SWF (Adobe Flash) – format grafiki wektorowej popularny w internecie; umożliwia tworzenie animacji, a nawet całych aplikacji,
- EPS (Encapsulated PostScript) – format PostScript z ograniczeniami
- AI - rozszerzenie wewnętrznego formatu plików programu grafiki wektorowej Adobe Illustrator.

## Formaty plikówCAD
- DGN
- DWF
- DWG – format plików tworzony przez program AutoCAD
- DXF
- IGES
- STL
- PRT – format plików tworzony przez program Unigraphics
- STEP
- SLDPR